# Madagaszkári fülesbagoly
A madagaszkári fülesbagoly (Asio madagascariensis) a madarak osztályának, ezen belül  a bagolyalakúak (Strigiformes) rendjéhez és a bagolyfélék (Strigidae) családjához tartozó faj.

## Előfordulása
Madagaszkár területén honos.